# Німецька Новогвінейська компанія

Прапор Німецької Новогвінейської компанії

Німецька Новогвінейська компанія (нім. Deutsche Neuguinea-Kompagnie) — німецька колоніальна компанія, яка в кінці XIX століття експлуатувала північно-східну частину Нової Гвінеї.

## Історія
Компанія була заснована в 1884 році в Берліні з ініціативи банкіра Адольфа фон Ганземана і інших прихильників придбання Німецькою імперією колоніальних володінь в Новій Гвінеї. 17 травня 1885 року була видана імператорська грамота, яка передала Новогвінейській компанії верховні права над землею Кайзера Вільгельма, розташованої на північно-східному березі Нової Гвінеї, і над Архіпелагом Бісмарка. 15 грудня 1886 року до них приєдналися північно-західні Соломонові острови.
Незважаючи на протести з боку британського Квінсленду, що також претендував на північний схід Нової Гвінеї, в квітні 1886 року між двома державами було підписано договір про згоду Британії на передачу Німеччині північно-східної частини острову. Компанія отримала ряд верховних прав всередині країни, а також право на заняття новогвінейських земель, які не перебувають в чиєму-небудь володінні, і укладати договори з тубільцями. Суд і ставлення до іноземних державам уряд утримав в своєму віданні.
Перша німецька станція була закладена в Фіншхафені 5 листопада 1885 року. До 1891 року тут знаходився центр колоніальної адміністрації, потім його перевели в Фрідріх-Вільгельм-Хафен. Торгівля з тубільцями не приносила серйозних доходів, а спроби залучити поселенців не вдавалися.
Новогвінейська компанія була змушена обмежитися розведенням тропічних рослин, таких як тютюн, бавовник, рис, маїс тощо.
З 1894 року на території Нової Гвінеї стали карбувати рівноцінні з імперськими «новогвінейські марки»: на одній зі сторін срібних, золотих і бронзових монет карбувалося зображення райського птаха.